# Gömöry József
Gömöry József (Örkény, 1917. augusztus 23. − Dombóvár, 2005. június 29.) tanár, evangélikus lelkész.

## Családja
A régi dobsinai ágostai hitvallású buléner polgári származású Gömöry családnak a sarja, amelynek az ősei 1326 óta űzték a bányászatot szabad polgárokként. A család legkorábbi ismert említése 1651-ből való, és több száz éven át dobsinai városbírák is voltak; II. Rákóczi Ferencnek gyártottak fegyvereket a dobsinai bányászok és kohászokkal együtt. Édesapja vitéz Gömöry Árpád (1882–1943) magyar királyi tábornok (vezérőrnagy), az Osztrák Császári Vaskorona-rend lovagja, Tiszti Arany Vitézségi Érmes, Borsod-Gömör vármegye-, majd Észak-Pest vármegye testnevelési felügyelője, a Dobsinai Társaskör tagja, író, édesanyja Langhoffer Aranka (1893–1979). Apai nagyszülei Gömöry József (1852–1908), vonatkisérő, és Politzer Mária Jozefina (1848–1932) voltak. Apai nagynénje Gömöry Vilma (1885–1962) színésznő volt. Gömöry József apjának a másodfokú unokatestvérei: Gömöry Anna (1874-1946) kereskedőasszony, akinek a férje a jómódú római katolikus budapesti nagypolgári Lenz családból való Lenz Gyula (1848-1910) nagykereskedő, bérháztulajdonos, valamint Gömöry Irén (1888–1958), akinek férje dr. Lux Gyula (1884–1957) tanár, nyelvész, tanügyi főtanácsos, tartalékos hadnagy, a dobsinai és dél-szepesi német kultúra jeles kutatója volt.

## Élete
1917. augusztus 23-án született Örkényben. Miskolcon végezte elemi és középiskolai tanulmányait. Sopronban az Evangélikus Teológián, 1940-től a budapesti Pázmány Péter Tudományegyetem Bölcsészettudományi Karán tanult magyar–latin szakon, tanári diplomáját 1945-ben szerezte. 1945. február 25-én avatták lelkésszé.
Először Bonyhádra, az Evangélikus Gimnáziumba, majd 1949-ben Dombóvárra került a volt Esterházy Miklós Főgimnáziumba (későbbi nevén Gőgös Ignác Gimnázium, jelenleg Illyés Gyula Gimnázium). 1971-től nyugalomba vonulásáig az 516. sz. Szakmunkásképző Intézetben tanított.
Aktív szervezője volt Dombóvár kulturális életének: a Vasutaskörben, az Áfész Irodalmi Körben vállalt irányító szerepet. Számtalan TIT-előadás, nemzeti ünnepeinkhez kapcsolódó műsor, rendezvény fűződik nevéhez. A dombóvári járás szinte minden községében tartott megemlékezéseket, irodalmi, történelmi visszatekintéseket. Rendezője volt több gimnáziumi irodalmi műsornak.
1989–90-ben felelős szerkesztője volt az újra megjelent Dombóvár és Vidéke havilapnak. A helyi és megyei lapok, valamint a Lelki Pásztor rendszeresen közölték egyházi vonatkozású, neveléstani, nyelvészeti témákról írt cikkeit.
Gömöry József 88 évet élt, 2005. június 29-én hunyt el.

## A Dombovári Kalendáriumban megjelent tanulmányai
- Egy kis templom- és egyháztörténet (1985–86)
- Dombóvár és környékének egyházi adatai (1985–86)
- Dombóvár az irodalomban (1985–86)
- Illyés Gyula Dombóvárról néhány prózai alkotásában (1987)

## Kitüntetései
1994-ben a Pro Oppido Dombóvár díszpolgári címmel jutalmazták tevékenységéért.